# Куро-аракська культура

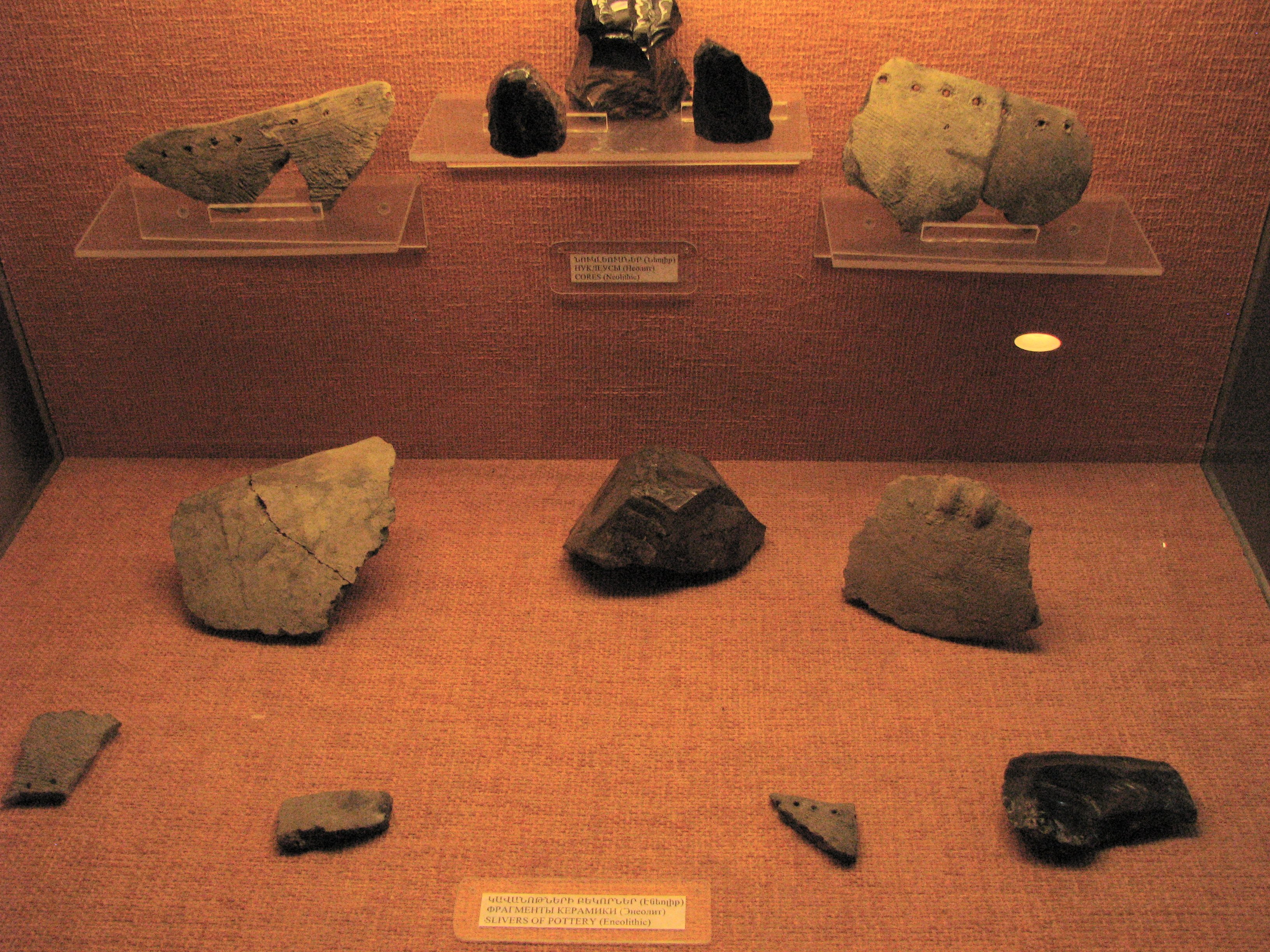
Глекові уламки та шматки обсидіану з Шенгавитського поселення

Куро-аракська культура  або Шенгавицька культура — археологічна культура мідної та ранньої бронзової доби, представлена в IV — початку III тисячоліття до н. е. (в абсолютних датах — 3400-2000 рр. до н.е) на території Південного Кавказу та прилеглих областей Близького Сходу (Вірменія і північний Іран).
На південний захід від куро-аракської культури виникла подібна їй Бейт-Єрахська; інша назва — Хірбет-керакська) культура, що постала у Леванті після падіння Аккадської імперії.

## Датування
Існувала приблизно з 4000 до 2000 року до н. е.. Проте у деяких місцях зникла вже у 2700—2600 роках до н. е.

## Назва
Назва культури походить від долини річок Кура і Аракс. Куро-аракську культуру іноді називають культурами шенгавітською (за поселенням Шенгавит у Вірменії), каразькою (за археологічним поселенням у Ерзурумі), пулурською (за поселенням у провінції Тунджелі) та яникська (за поселенням під пагорбом Яник-Тепе біля озера Урмія у Іранському Азербайджані).
У південно-західній частині Єревана, на лівому березі річки Раздан (нині піднесений берег Єреванського озера) знаходиться добре досліджений пам'ятник ранньої бронзи — Шенгавитське поселення, від якого отримала свою назву культура.
Назва «Куро-аракська культура» виникла у роботах вірменських, грузинських та азербайджанських археологів, що найпильніше вивчали цей феномен за радянських часів. Проблема полягає в тому, що в світовій спеціалізованій літературі, присвяченій даній культурі, так і не склалося єдиної термінології щодо її назви. Незважаючи на те, що більшість радянських вчених називали її «Куро-Аракською», Борис Піотровський й Рауф Мунчаєв надавали перевагу термін «енеолітична культура Закавказзя» (надалі Мунчаєв також прийняв термін «Куро-аракська культура», визнавши його загальноприйнятість). Застосування слова «енеолітична» тут, видається не зовсім коректне, рівно як й «закавказька мідна доба», оскільки останній період розвитку культури відноситься вже до ранньої бронзової доби. Інші використовуються назви даної культури виходять не з етапу розвитку металообробки, а з географічного ареалу її поширення або навіть етнічного складу відноситься до неї народонаселення. Зокрема, Девід Ленг та Чарльз Берні ввели до неї назву «рання анатолійська бронзова доба», а Р. Дайсон — «яницька культура» (за результатами розкопок у Яник-Тепе), крім того, для позначення даної культури часто вживається спірна назва — «рання хуритська культура». Пізніше Ленг і Берні запропонували термін «рання Закавказька культура» (або «рання Закавказька й східноанатолійська культура»).

## Походження
Найдавніші знахідки цієї культури виявлені на Араратській рівнині. Вона поширилася на північ до Кавказу до 3000 року до н. е., проте ніколи не існувала у Колхиді (західна частина сучасної Грузії).
В цілому рання закавказька культура охоплювала величезну площу приблизно 1000 км на 500 км, яка в основному охоплювала сучасні території Закавказзя (крім Західної Грузії), північно-західного Ірану, північно-східного Кавказу, східної Туреччини, аж до Сирії.

## Доля
Просуваючись на північ, куро-аракська культура частково витіснила та частково асимілювала широколиций орлиноносий кроманьйонський тип, породивши європеоїдну расу.
Вважається, що культура була знищена нашестям хуритів. У той же час багато вчених намагаються ототожнити куро-аракську культуру з хурито-урартською спільністю.

## Побут
Носії культури мешкали в зміцнених селищах зі стінами з сирцевої цегли. Будинки, у плані мали форму кола.
У центрі поселень розташовувалися ями для зберігання зерна.
Основні заняття: землеробство і скотарство, металургія, торгівля.

## Вироби
Кераміка була прикрашена розписом чорною, червоною фарбами. Мотиви орнаменту — геометричні. Її зразки виявлено на території Сирії та Ізраїлю, на півночі — до Дагестану і Чечні включно. Відома виробництвом зброї та прикрас з бронзи, які теж експортувалися, в тому числі з використанням колісного транспорту — возів та колісниць.